# Ovale Herzmuschel
Die Ovale Herzmuschel (Parvicardium pinnulatum, Syn.: Parvicardium ovale) ist eine Muschelart aus der Familie der Herzmuscheln (Cardiidae) in der Ordnung der Cardiida.

## Merkmale
Das gleichklappige, deutlich aufgeblähte Gehäuse wird bis 1,2 cm (1,5 cm) lang und ist im Umriss leicht schief-elliptisch. Es ist ungleichseitig, besonders juvenile Gehäuse, die Wirbel liegen deutlich vor der Mitte, bezogen auf die Gehäuselänge. Bei adulten Gehäusen liegen die Wirbel näher zur Mitte. Der vordere Dorsalrand ist kurz und geht ohne deutlichen Knick in den Vorderrand über. Auch der hintere Dorsalrand ist recht kurz; hier ist der Übergang zum Hinterrand etwas deutlicher ausgeprägt. Der Übergang von Vorderrand zum Ventralrand ist enger gerundet als der Übergang des Hinterrandes in den Ventralrand. Der Ventralrand ist vergleichsweise stark gebogen. Das Ligament ist deutlich ausgeprägt, aber eingesenkt. Es sitzt auf kurzen Nymphen. Eine Lunula ist nicht vorhanden. Das Schloss ist nur schwach entwickelt. In der rechten Klappe sitzen zwei vordere Lateralzähne und ein hinterer Lateralzahn sowie zwei Kardinalzähne. Die linke Klappe weist je einen vorderen und hinteren Lateralzahn sowie zwei Kardinalzähne auf. Die Mantellinie ist nicht eingebuchtet.
Die Schale ist vergleichsweise dünn, aber trotzdem fest. Sie ist weißlich mit bräunlich getönten Flecken. Die Ornamentierung besteht aus 24 bis 26 (24 bis 28) radialen Rippen. Die Rippen sind im Profil niedrig und meist abgeflacht. Die Rippenzwischenräume sind eng, und deutlich schmaler als die Rippen. Die Rippen der Vorderseite tragen kleine Schuppen in weiten Abständen. Die Rippen auf dem mittleren Gehäuseteil sind meist glatt, vereinzelt kommen knotige Zacken vor. Die hinteren Rippen (ca. sieben bis acht) tragen kleine Stacheln. Das Periostracum ist dünn, aber beständig. Der innere Gehäuserand ist gekerbt entsprechend der Rippen auf der Oberfläche. Die Rippen sind an der Innenseite durch Furchen markiert, die bis in die Wirbelhöhle ziehen können.

## Geographische Verbreitung und Lebensraum
Das Verbreitungsgebiet erstreckt sich von Island über Nordnorwegen bis in die Nordsee und westliche Ostsee. Im Süden reicht das Verbreitungsgebiet bis zu den Kanarischen Inseln und an die Küsten des Mittelmeers. Im westlichen Atlantik reicht das Verbreitungsgebiet bis in die Küstengewässer der Neuengland-Staaten in den USA.
Die Art lebt flach eingegraben in schlammig-sandigen bis schlammig-kiesigen Böden vom flachen Subtidal bis in etwa 100 Meter Wassertiefe, in der Nord- und Ostsee von etwa sechs bis zu 30 Metern Wassertiefe.

## Taxonomie
Die Art wurde 1831 von Timothy Abbott Conrad als Cardium pinnulatum aufgestellt. In Europa beschrieb zuerst George Montagu 1803 die Art unter dem Namen Cardium elongatum. Dieser Name ist aber durch Cardium elongatum Bruguière, 1789 präokkupiert. George Brettingham Sowerby II benannt die Art deshalb in Cardium ovale um. Die Identität der beiden Taxa wurde erst spät erkannt, sodass die Art in der europäischen Literatur noch häufig unter Parvicardium ovale zu finden ist. MolluscaBase folgt dieser Synonymisierung.

## Belege

### Online
- Marine Bivalve Shells of the British Isles: Parvicardium pinnulatum (Conrad, 1831) (Website des National Museum Wales, Department of Natural Sciences, Cardiff)